# Çiçəkli (Sabirabad)
Çiçəkli è un comune dell'Azerbaigian situato nel distretto di Sabirabad. Conta una popolazione di 1 424 abitanti.